# A Cinderella Story (ścieżka dźwiękowa)
A Cinderella Story: Original Soundtrack – ścieżka dźwiękowa do filmu Historia Kopciuszka wydany w 2004 roku. Album zawiera piosenki nagrane razem przez siostry Duff, m.in. Our Lips Are Sealed (cover piosenki The Go-Go’s). Jedną z piosenek Hilary Duff zaśpiewała solo tylko na potrzeby ścieżki dźwiękowej. Album został wydany przez Hollywood Records.

## Lista utworów
1. "Our Lips Are Sealed" – Hilary Duff & Haylie Duff
2. "Anywhere But Here" – Hilary Duff
3. "Best Day Of My Life" – Jesse McCartney
4. "Girl Can Rock" – Hilary Duff
5. "Now You Know" – Hilary Duff
6. "One In This World" – Haylie Duff
7. "Crash World" – Hilary Duff
8. "To Make You Feel My Love" – Josh Kelly
9. "Sympathy" – Goo Goo Dolls
10. "Friend" – Kaitlyn
11. "Beautiful Soul (Cinderella Mix)" – Jesse McCartney
12. "I'll Be" – Edwin McCain
13. "Hear you Me" – Jimmy Eat World
14. "Fallen" – Mya
15. "First Day of The Rest of Your Life" – MXPX

- Teledysk
  - "Our Lips Are Sealed" – Hilary Duff & Haylie Duff